# Amanecer (песня)
«Amanecer» (с исп. — «Рассвет») — песня в исполнении испанской певицы Эдурне, представлявшая Испанию на «Евровидении-2015». Написана Тони Санчесом-Ольссоном, Питером Бостремом и Томасом Г:соном.
Премьера песни состоялась 1 марта 2015 года, официальный релиз же состоялся в Испании на следующий день. Песня стала одним из главных синглов шестого студийного альбома Эдурне, носящего название Adrenalina и официальным гимном веломногодневки Вуэльта Испании 2015.

## Евровидение
Песню, описываемую как «имеющую средний темп, с определённой степенью драмы и этнического характера», написали Тони Санчес-Ольссон, Питер Бострем и Томас Г:сон. Эдурне представила её в октябре 2014 года во время отбора песен для шестого студийного альбома. В ноябре 2014 года Эдурне и звукозаписывающий лейбл Sony Music Spain решили испытать удачу в попытке за право поехать на Евровидение от Испании и представили вещателю данную композицию.
14 января 2015 года на пресс-конференции испанский вещатель RTVE объявил, что страну на «Евровидении-2015» в Вене будет представлять Эдурне с песней «Amanecer». Сингл был выпущен в Испании и Швеции.
Струнная группа симфонического оркестра вещателя под руководством Пепе Эрреро записали струнную аранжировку для песни. 3 марта 2015 года состоялась премьера симфонической версии песни при участии Эдурне, симфонического оркестра и хора RTVE в театре Монументаль в Мадриде.
6 апреля 2015 года Эдурне выступала с песней в прямом эфире ночного ток-шоу Alaska y Segura, которое транслировалось на La 1. 11 апреля 2015 года Эдурне также выступила со своей песней в прямом эфире шоу La Alfombra Roja Palace.
Премьера официального клипа на песню состоялась 9 марта 2015 года. Клип снимали в студии в Валенсии в январе 2015 года, под руководством Давида Арнала и Германа де ла Оса. В клипе присутствуют элементы видеоэффектов и компьютерной графики. Вместе с Эдурне в клипе появился Саоро Надал — известная испанская мужская модель. 4 мая 2015 года состоялся релиз ремикса на испанскую версию песни от Брайана Кросса.
20 мая 2015 года, после репетиций стран «Большой пятёрки», хозяйки «Евровидения» Австрии и «специального гостя» — Австралии, состоялась пресс-конференция, на которой представители семи стран узнали, в какой половине финала они выступят. Испания будет выступать во второй половине. Эдурне выступала в финале под номером 21. Вместе с ней на сцене выступал итальянский танцор Джузеппе Ди Белла. По итогам голосования Испания заняла 21-е место, получив 15 баллов.
25 мая 2015 года, спустя два дня после выступления на «Евровидении», состоялся релиз англоязычной версии песни «Break of Day», а также ремикса на английскую версию композиции.

## Список композиций
| №  | Название   | Длительность |
| -- | ---------- | ------------ |
| 1. | «Amanecer» | 3:04         |

| №  | Название                       | Длительность |
| -- | ------------------------------ | ------------ |
| 2. | «Amanecer» (Brian Cross Remix) | 3:02         |

| №  | Название                           | Длительность |
| -- | ---------------------------------- | ------------ |
| 1. | «Break of Day»                     | 3:02         |
| 2. | «Break of Day» (Brian Cross Remix) | 3:02         |
| 3. | «Break of Day» (Apollo Vice Remix) | 4:17         |

## Позиции в чартах

### Недельные чарты
| Чарт (2015)                    | Высшая позиция |
| ------------------------------ | -------------- |
| Бельгия (Ultratop 50 Flanders) | 58             |
| Испания (PROMUSICAE)           | 3              |

## История релиза
| Страна  | Дата         | Формат                                        | Лейбл            |
| ------- | ------------ | --------------------------------------------- | ---------------- |
| Испания | 2 марта 2015 | Цифровая дистрибуция, стриминг                | Sony Music Spain |
| Испания | 4 мая 2015   | Цифровая дистрибуция — Amanecer (Remix)       | Sony Music Spain |
| Испания | 25 мая 2015  | Цифровая дистрибуция — Break of Day (Remixes) | Sony Music Spain |